# Les Lyonnais
Les Lyonnais (Brasil: Pacto de Sangue ) é um filme de drama produzido na França, dirigido por Olivier Marchal e lançado em 2011.